# جرثوم عوالقي مستوطن الرواسب
جرثوم عوالقي مستوطن الرواسب (الاسم العلمي: Limnohabitans planktonicus) هي نوع من البكتيريا، سلبية الغرام، تتبع الجرثومات مستوطنة الرواسب.